# José Maria Marin
José Maria Marín (São Paulo; 6 de mayo de 1932 – São Paulo, 20 de julio de 2025) fue un futbolista, abogado y político brasileño. Fue el 26º. gobernador del Estado de São Paulo.

## Biografía
Los padres de Alex Marin eran españoles. Su padre, Joaquín Marín y Umañes fue uno de los introductores del boxeo en Brasil. En su tiempo de estudiante jugó en el São Paulo Futebol Clube. Fue abogado por la Facultad de Derecho de la Universidad de São Paulo.
Estuvo políticamente ligado a Paulo Maluf, al que precisamente sustituyó en el cargo de gobernador de São Paulo en 1982. Al pertenecer al partido oficialista, apoyo de la dictadura militar, fue perdiendo prestigio político según se acercaba el fin del régimen militar. Así, en 1983 cedía el puesto a un gobernador que pedía una apertura democrática.
En 2004, después de varias candidaturas malogradas a diputado, Marin fue candidato a la alcaldía de São Paulo. Obtuvo menos del 1% de los votos, pero aprovechó su situación como candidato para atacar duramente a la alcaldesa Marta Suplicy que sería derrotada finalmente por José Serra.
En 2012 se hace cargo de la presidencia,interinamente, de la Confederación Brasileña de Fútbol (CBF) tras la renuncia de Ricardo Teixeira para terminar el mandato de éste.
Fue arrestado en mayo de 2015 acusado de corrupción.